# Loris Onida
Loris Onida (Pola, 17 settembre 1924 – La Maddalena, 5 gennaio 2003) è stato un calciatore italiano, di ruolo attaccante.

## Caratteristiche tecniche
Era un'ala sinistra. Pur non essendo particolarmente veloce (tanto da essere soprannominato Ciuccino per il suo incedere lento in campo), era comunque molto abile nel dribbling. Un'altra particolarità del suo modo di giocare consisteva nella sua abilità nelle rovesciate.

## Carriera
Nella stagione 1943-1944 gioca 2 partite nel campionato di Divisione Nazionale (ovvero uno dei principali tornei bellici disputati in Italia durante l'interruzione bellica dovuta alla Seconda guerra mondiale dei regolari campionati) con la Carrarese; in seguito gioca anche una partita nella Pro Livorno. Al termine della guerra torna alla Carrarese, con cui nella stagione 1945-1946 realizza 3 reti in 18 presenze in Serie C. Nella stagione 1946-1947 gioca in Serie A con il Livorno, disputando 2 partite: in particolare, esordisce in massima serie il 20 ottobre 1946 all'età di 24 anni in Genoa-Livorno 0-0, mentre disputa la seconda (ed ultima) partita in questa categoria il successivo 27 ottobre, in Livorno-Bari 0-0; nella stagione successiva milita invece nella Scafatese, nel campionato di Serie B, in cui mette a segno 3 reti in 31 presenze. Trascorre poi 3 stagioni in Serie C nel Rosignano Solvay (le prime 2 da titolare e la terza da riserva, per un totale di 80 presenze e 11 reti) e una stagioni in Promozione (che era il massimo livello non professionistico dell'epoca, salvo poi venire declassato a causa della nascita del campionato di IV Serie) all'Ilvamaddalena, per poi chiudere la carriera al termine della stagione 1954-1955, dopo un triennio trascorso con la maglia dell'Olbia, con cui nell'arco del suo triennio di permanenza in rosa totalizza complessivamente 61 presenze e 17 reti, vincendo tra l'altro la Promozione Sardegna 1952-1953.

## Palmarès

### Club

#### Competizioni regionali
- Promozione: 1

Olbia: 1952-1953